# Шепетковский, Александр Александрович
Александр Александрович Шепетковский (25 августа [6 сентября] 1848, Санкт-Петербург — 30 января [12 февраля] 1917, Петроград) — генерал-лейтенант в отставке. Гвардеец Измайловского полка. Участник русско-турецкой войны 1877—1878 гг.

## Биография
Родился 25 августа (6 сентября) 1848 года в семье дворян Санкт-Петербургской губернии — сын полковника А. К. Шепетковского, отставного архангельского полицмейстера и красноярского золотопромышленника. Брат Н. А. Шепетковского (городского головы Красноярска в 1898—1905 гг.), Н. А. Кубе (1851 — после 1908), А. А. Шнейдер (1854—1901), М. А. Бутиной (1855—1933), Е. А. Рачковской (1857—1900).
Окончил 1-ю Санкт-Петербургскую военную гимназию (1866) и Павловское военное училище по 1-му разряду. С 12 апреля 1868 года былопределён подпоручиком в 9-й пехотный Староингерманландский полк; с 28 января 1870 года — делопроизводитель полкового суда, а 6 мая 1870 года был назначен исполняющим должность адъютанта 2-го батальона.
В 1871 году, 24 июня был прикомандирован к лейб-гвардии Измайловскому полку, а 19 февраля 1872 года был переведён в него и 5 августа назначен командиром 5-й роты полка. С 16 марта 1873 года — полковой квартирмейстер, а 30 июня (12 июля) 1873 года назначен исполняющим должность заведующего в полку хозяйством (утверждён в должности 6 сентября 1882 года).
Принимал участие в русско-турецкой войне. За бой под Правцем награждён орденом Св. Анны 4-й степени с надписью «За храбрость» (12.06.1878), за переход через Балканы — орденом Св. Станислава 3-й степени с мечами и бантом (25.06.1878). После войны, 5 сентября 1879 года был назначен членом комиссии по упрощению в мирное время отчётности полкового, ротного, эскадронного и батарейного хозяйства.
В 1888 году, с 1 февраля — командир 14-й роты, с 4 июня — член полкового суда, с 20 декабря — исполняющий должность штаб-офицера. Был произведён в полковники 9 апреля 1889 года; 14 марта 1890 года стал председателем полкового суда, а 26 мая того же года был назначен командующим 1-го батальона лейб-гвардии Измайловского полка, с 27 февраля 1891 года — командир батальона.
С 10 мая 1895 года — чиновник особых поручений сверх штата при военном министре с зачислением по гвардейской пехоте, 11 марта 1897 года был переименован в штаб-офицеры для особых поручений, по-прежнеиу, сверх штата.
В генерал-майоры был произведён 6 декабря 1899 года, в генерал-лейтенанты, с увольнением со службы с мундиром и пенсией — 4 мая 1904 года.
Скончался в Петрограде 30 января (12 февраля) 1917 года, похоронен 3 февраля 1917 года на кладбище Александро-Невской лавры.

## Награды
- Орден Святой Анны 4-й ст. с надписью «За храбрость» (за дело под Правцем, 12 (24) июня 1878)
- Орден Святого Станислава 3-й ст. с мечами и бантом (за переход через Балканы, 25 июня (7 июля) 1878)
- Орден Святого Станислава 2-й ст. (6 (18) мая 1884)
- Орден Святой Анны 2-й ст. (30 августа (11 сентября) 1887)
- Орден Святого Владимира 4-й ст. (30 августа (11 сентября) 1892)
- Орден Святого Владимира 3-й ст. (6 (18) декабря 1897)
- Орден Святого Станислава 1-й ст. (6 (19) декабря 1902)
- Светло-бронзовая медаль «В память русско-турецкой войны 1877—1878»
- Медаль «В память царствования императора Александра III» (26 февраля (9 марта) 1896)
- Монаршье благоволение (8 (20) мая 1891)

Иностранные:
- Командорский крест греческого ордена Спасителя (30 января (11 февраля) 1895)
- Орден Благородной Бухары (Золотая Звезда) 2-й ст. (14 (26) сентября 1898)
- Румынский крест «За переход через Дунай»

## Семья
Жена (с 25 апреля 1882 года) — Екатерина Ивановна Куприянова, дочь потомственного почётного гражданина.  Их дети:
- Зинаида (ок. 1883 — до апреля 1955), в замужестве — Кутепова;
- Иван (22.04.1885[5]—1964, полковник лейб-гвардии Казачьего полка, белоэмигрант)[6].